# Vlag van Izegem
De vlag van Izegem werd door de gemeenteraad op 1 oktober 1979 officieel vastgesteld als de gemeentelijke vlag van de West-Vlaamse gemeente Izegem. Op 28 januari 1980 werd hij door het koninklijk besluit bevestigd en uiteindelijk gepubliceerd op 23 april 1980 in het officiële Belgisch Staatsblad, houdende herbepaling van de vlag.
Officieel wordt de vlag beschreven als:
Wit met een zwart kruis en twaalf zoomsgewijze geplaatste zwarte mereltjes.
De vlag is volledig gebaseerd op het gemeentewapen en ziet er dus helemaal hetzelfde uit.

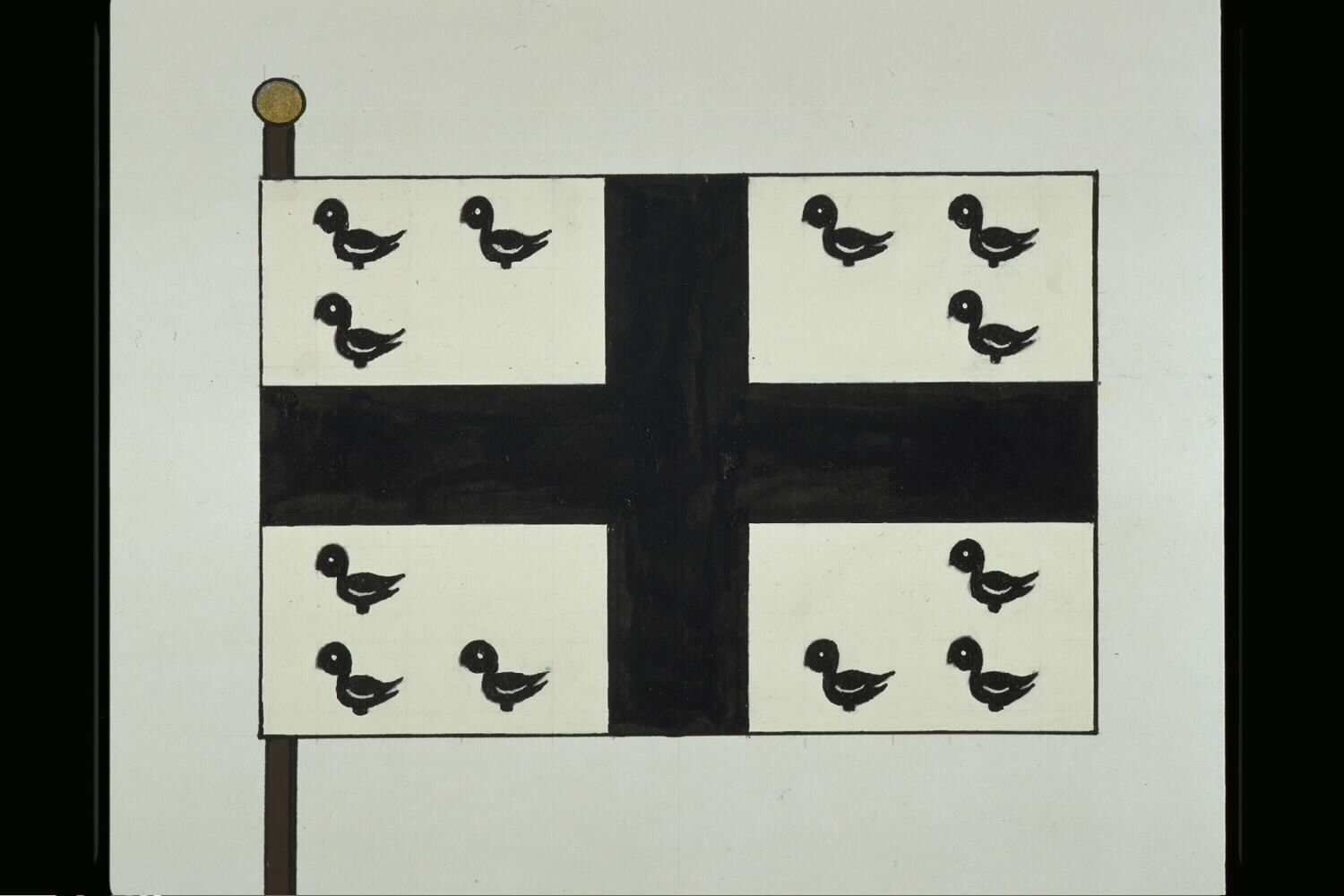
Officiële tekening van de vlag

## Eerdere vlag
De vorige vlag van Izegem werd door de gemeenteraad op 7 november 1977 officieel vastgesteld, gelijk op de huidige vlag, maar het was vierkant. Op 3 juli 1978 werd hij door het koninklijk besluit bevestigd en uiteindelijk gepubliceerd op 6 september 1978 in het officiële Belgisch Staatsblad.
Officieel wordt de vlag beschreven als:
wit, met een oversnijdend kruis van zwart en twaalf merletten van hetzelfde kleur, in ieder veld drie, geplaatst : 2.1.

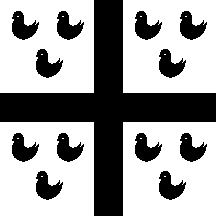
Voorgaande vlag (1977-1979)